# Canal 9 Bío-Bío Televisión
Canal 9 Bío-Bío Televisión es un canal de televisión abierta chileno, de enfoque birregional, en la Región del Biobío y la Región de Ñuble.
Actualmente tiene su sede en la ciudad de Concepción, al frente de la Plaza de la Independencia.

## Historia
Inició sus transmisiones en forma experimental a las 17:00 del 4 de diciembre de 1991, siendo el primer canal regional privado de Concepción y del país en emitir en señal abierta —el primer canal local en emitir bajo la modalidad de cable coaxial fue TV Bolívar en 1961—, con una programación consistente en videoclips.
Fue fundado por Nibaldo Mosciatti Moena y sus hijos Mauro y Tomás, en las dependencias de O'Higgins 680, donde se emplaza su señal madre, Radio Bío-Bío. Mosciatti dijo que quería hacer un canal regional "no solo con matices regionales, sino un canal realmente abierto a lo que es la cultura viva de la Octava Región". Además anunció alianza de contenidos con UCV Televisión, del cual se emitieron algunos programas hasta 1995.
En 2007 regresó a su tradicional logo del 9 formado por un semicírculo pequeño de color amarillo y otro mayor de color azul con una bola roja pequeña. En agosto de 2008 se crea un nuevo logo que es un 9 azul con una pequeña bola roja.
El 19 de marzo de 2012 se lanzó la señal en HD a través de internet, siendo el primer canal regional con transmisión de estas características, además cambia de nombre a Canal 9 Bío-Bío Televisión.
En enero de 2020, Canal 9 y su competencia directa TVU, fueron agregados al servicio IPTV de Movistar. 
Desde el 11 de enero de 2021, el canal fue agregado a la TDT penquista a través del canal 26 UHF, usando el canal virtual 9.1. Después, en agosto de 2023 también fue incluido en las señales de la Región de Ñuble en el canal virtual 29.2 del canal 26 UHF (mismo que ocupa Bío-Bío TV en el apartado 29.1).

## Eslóganes
- 1991-2008: Canal Regional, nuestro canal
- 2008-2012: Canal 9 Regional, tu TV/tú te ves
- 2012-2014: Canal 9 Bío-Bío Televisión, te veo bien
- 2019-actualidad: Te ve mejor